# Mîkîtînți, Cosău
Mîkîtînți (în ucraineană Микитинці) este o comună în raionul Cosău, regiunea Ivano-Frankivsk, Ucraina, formată numai din satul de reședință.

## Demografie
Componența lingvistică a comunei Mîkîtînți
     Ucraineană (99,52%)
     Alte limbi (0,48%)
Conform recensământului din 2001, majoritatea populației comunei Mîkîtînți era vorbitoare de ucraineană (99,52%), existând în minoritate și vorbitori de alte limbi.